# Derek Yee
Derek Yee Tung-sing (chiń. upr. 尔冬升; chiń. trad. 爾冬陞; pinyin Ěr Dōng Shēng; jyutping Yee5 Tung1 Sing1; ur. 28 grudnia 1957 w Hongkongu) – hongkoński aktor i reżyser. W swojej karierze otrzymał sześć nagród oraz 27 nominacji.

## Filmografia

### Jako aktor

#### Filmy pełnometrażowe
| Rok  | Tytuł             | Rola               |
| ---- | ----------------- | ------------------ |
| 2007 | Moon to           | Oficer Miu Chi-wah |
| 2015 | Wo shi lu ren jia |                    |

### Jako reżyser

#### Filmy pełnometrażowe
| Rok  | Tytuł                          |
| ---- | ------------------------------ |
| 1986 | Din lo jing juen               |
| 1987 | Yan man ying hung              |
| 1989 | Zai jian wang lao wu           |
| 1993 | San bat liu ching              |
| 1995 | Lie huo zhan che               |
| 1996 | Se qing nan nu                 |
| 1999 | Zhen xin hua                   |
| 2003 | Mong bat liu                   |
| 2004 | Pewnej nocy w Mongkoku         |
| 2005 | Jo sok                         |
| 2005 | Qian bei bu zui                |
| 2007 | Moon to                        |
| 2009 | Incydent                       |
| 2010 | Cheung wong chi wong           |
| 2011 | Wielki magik (Daai mo seut si) |
| 2015 | Wo shi lu ren jia              |
| 2016 | Mistrz miecza                  |

### Jako scenarzysta

#### Filmy pełnometrażowe
| Rok  | Tytuł                          | Uwagi                |
| ---- | ------------------------------ | -------------------- |
| 1981 | Mao tou ying                   |                      |
| 1986 | Din lo jing juen               |                      |
| 1987 | Yan man ying hung              |                      |
| 1989 | Zai jian wang lao wu           |                      |
| 1993 | San bat liu ching              |                      |
| 1995 | Lie huo zhan che               |                      |
| 1996 | Se qing nan nu                 |                      |
| 1999 | Zhen xin hua                   |                      |
| 2000 | Król pistoletu                 |                      |
| 2002 | Zmysły duszy                   |                      |
| 2004 | Pewnej nocy w Mongkoku         |                      |
| 2005 | Jo sok                         |                      |
| 2005 | Qian bei bu zui                |                      |
| 2007 | Moon to                        |                      |
| 2009 | Incydent                       |                      |
| 2010 | Cheung wong chi wong           |                      |
| 2010 | Yat lou yau nei                | Dodatkowy scenariusz |
| 2011 | Wielki magik (Daai mo seut si) |                      |
| 2014 | Bo fung yu                     |                      |
| 2015 | Wo shi lu ren jia              |                      |

### Jako producent

#### Filmy pełnometrażowe
| Rok  | Tytuł                   | Uwagi                           |
| ---- | ----------------------- | ------------------------------- |
| 1997 | Dui bat hei, doh je nei |                                 |
| 2000 | Yüeliang de mimi        | Także jako producent wykonawczy |
| 2000 | Król pistoletu          |                                 |
| 2000 | Ah Foo                  |                                 |
| 2002 | Laam yan sei sap        |                                 |
| 2002 | Zmysły duszy            |                                 |
| 2002 | Hiu sam seung oi        |                                 |
| 2004 | Juet sai ho bun         |                                 |
| 2004 | Meng ying tong nian     |                                 |
| 2005 | Sun gaing hup nui       |                                 |
| 2007 | Si gwong dou lau dik wa |                                 |
| 2009 | Qie ting feng yun       |                                 |
| 2010 | Yat lou yau nei         |                                 |
| 2011 | Qie ting feng yun 2     |                                 |
| 2012 | Xiao shi de zi dan      |                                 |
| 2014 | Qie ting feng yun 3     |                                 |
| 2014 | Bo fung yu              |                                 |
| 2015 | Bao zou shen tan        |                                 |
| 2015 | Xiao shi de zi dan 2    |                                 |

### Jako operator filmowy

#### Filmy pełnometrażowe
| Rok  | Tytuł      |
| ---- | ---------- |
| 1987 | Mei nan zi |